# 그랜트 워드
그랜트 앤서니 워드(영어: Grant Anthony Ward, 1994년 12월 5일 ~ )는 잉글랜드의 축구 선수이다. 포지션은 미드필더이다. 현재 소속팀은 블랙풀에서 뛰고 있다.